# یو (کنفوسیانیسم)
یو (به ژاپنی: 勇 ゆう) به معنی دلیری یکی از صفت‌های نیکو در کنفسیوس‌گرایی است. در یکی از مجموعه کتاب چهار کتاب کنفوسیوس‌گرایی (四書) بنام منتخبات کنفوسیوس آمده‌است که «عاقل گیج نیست، بامروت اندوهگین نیست و شجاع ترس ندارد» بر اساس این منبع، رِن (Ren؛ مروت)، ژی(Zhi؛ عقل یا قدرت تشخیص درست و غلط) و یو، شجاعت سه صفت نیکو اصلی در کنفسیوس‌گرایی به‌شمار می‌آید.